# Impatiens georgei-schatzii
Impatiens georgei-schatzii är en balsaminväxtart som beskrevs av Fischer och Raheliv. Impatiens georgei-schatzii ingår i släktet balsaminer, och familjen balsaminväxter. Inga underarter finns listade i Catalogue of Life.